# Karl Kleye

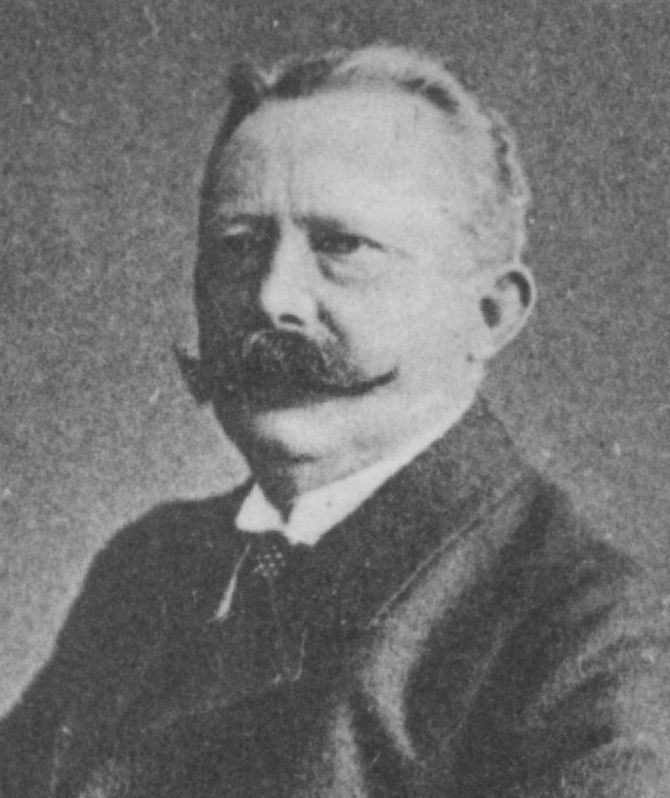
Karl Kleye als Reichstagsabgeordneter 1912

Karl Kleye (* 25. November 1854 in Söllingen; † 3. Januar 1923 in Braunschweig) war Landwirt und Mitglied des Deutschen Reichstags.

## Leben

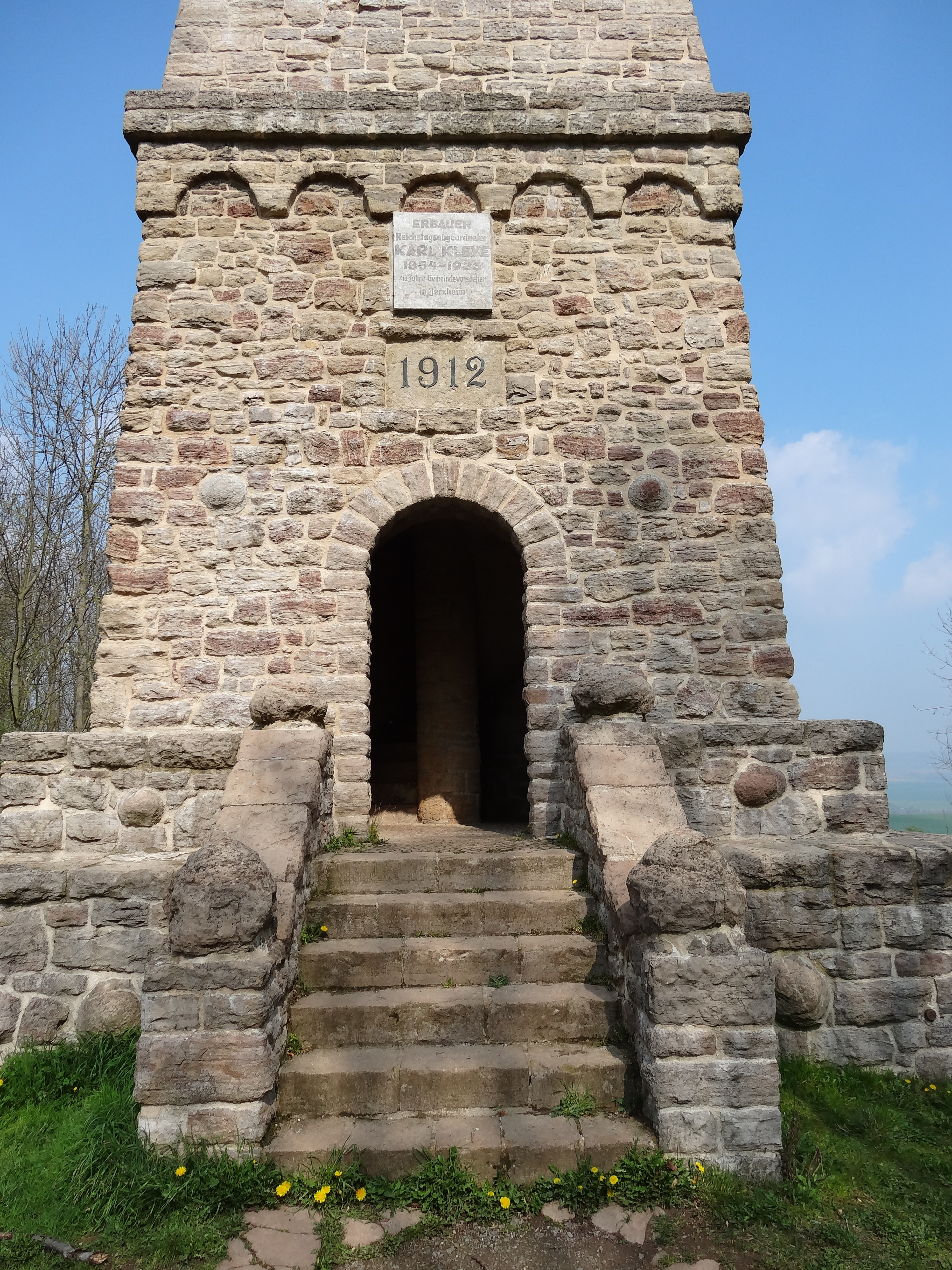
Aussichtsturm auf dem Heeseberg in Jerxheim, den Kleye 1912 errichten ließ

Kleye besuchte von 1866 bis 1872 das Realgymnasium in Braunschweig. Schon früh wurde er selbständiger Landwirt. Als Einjährig-Freiwilliger diente er vom 1. April 1876 bis 1. April 1877 im Kaiser Alexander Garde-Grenadier-Regiment Nr. 1 in Berlin. Seit 1. November 1883 war er Gemeindevorsteher in Jerxheim und seit 1. Januar 1894 Mitglied des Braunschweiger Landtages. Er war Ritter II. Klasse des Ordens Heinrichs des Löwen.
Von 1908 bis 1918 war er Mitglied des Deutschen Reichstags für den Reichstagswahlkreis Herzogtum Braunschweig 2 (Helmstedt, Wolfenbüttel) und die Nationalliberale Partei.